# Гродзкий, Томаш
Томаш Павел Гродзкий (пол. Tomasz Paweł Grodzki; род. 13 мая 1958, Щецин, Польша) — польский политик, врач и хирург. Маршал Сената Польши X созыва (2019-2023).

## Биография
В 1983 году закончил Поморский медицинский университет в Щецине, в 1991 году получил там же докторскую степень, в 2003 году — степень постдока (пол. doktor habilitowany), в 2010 году — звание профессора медицинских наук.

### Политическая карьера

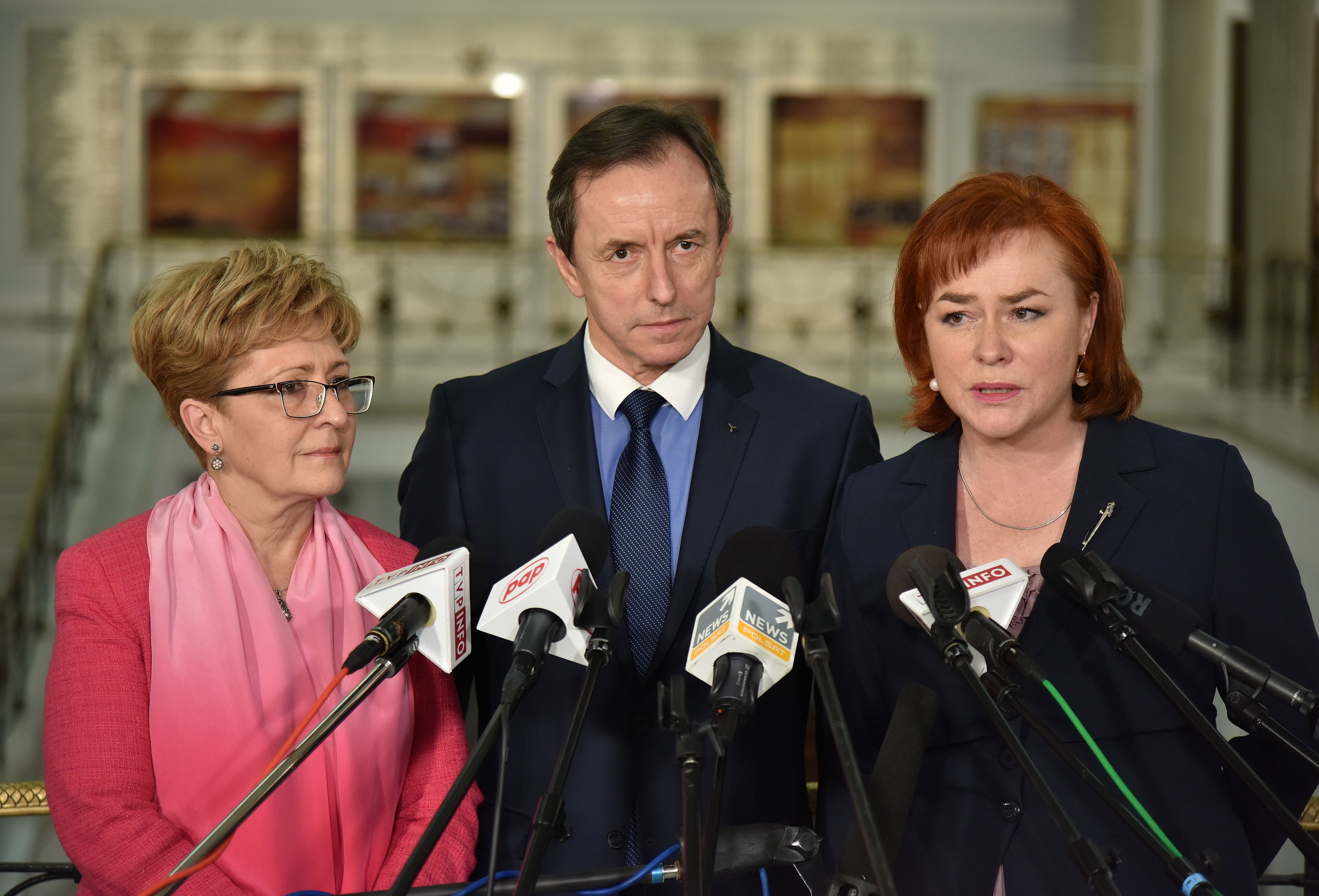
Гродзкий с Эльжбетой Радзишевской и Лидией Гендек в Сейме, 2016

В 2006, 2010 и 2014 годах успешно избирался в Городской совет Щецина от партии «Гражданская платформа» без формального вступления в партию.
В 2014 году выдвигался в Европарламент, набрал 26 863 голоса и не был избран.
В 2015 и 2019 годах баллотировался в Сенат Польши по 97-му одномандатному избирательному округу (город Щецин и окрестности), оба раза побеждал, набрал 69 887 голосов и 149 245 голосов соответственно.
8 ноября 2019 года, после прошедших парламентских выборов, коалиция из «Гражданской коалиции», Польской народной партия и «Левых» выдвинула Гродзкого на должность Маршал Сената Польши вместо Станислава Карчевского. 12 ноября он победил Карчевского и был избран маршалом с 51 голосом за него против 48 за Карчевского.

## Личная жизнь
Жена — офтальмолог Иоанна, две дочери.

## Награды
- Кавалер ордена Возрождения Польши (2014).
- Золотой Крест Заслуги (2009)
- Орден князя Ярослава Мудрого II степени (21 октября 2022 года, Украина) — за значительные личные заслуги в укреплении межгосударственного сотрудничества, поддержку государственного суверенитета и территориальной целостности Украины, весомый вклад в популяризацию Украинского государства в мире[8].
- В 2021 году «Газета Выборча» назвала Гродзкого человеком года.